# Burg Erlbach
Die Burg Erlbach ist eine abgegangene mittelalterliche Turmhügelburg (Motte) am Erlbacher Bach, etwa 50 Meter nördlich der Straße nach Kirnberg in Erlbach, einem heutigen Ortsteil der Gemeinde Neusitz im Landkreis Ansbach in Bayern. Von der ehemaligen Mottenanlage auf rechteckigem Burghügel mit Turmhaus, massivem Erdgeschoss und zwei vorkragenden Fachwerkobergeschossen unter einem Satteldach ist nur noch der verebnete Turmhügel erhalten.

## Geschichte
Am 31. Dezember 1283 tauschte Volmar von Reichenberg von dem Herzog von Oesterreich die Burg Ramstein bei Ortenberg (Rothenburg ob der Tauber) ein. Graf Hugo von Reichenberg verkaufte am 13. Februar 1332 mit seinem Bruder die halbe Burg Ramstein an Graf Ulrich von Württemberg. 1357 empfing er Burg Reichenberg (auch Ramstein genannt) und das Dorf Erlibach als österreichisches Lehen.
Erlbach war im 17./18. Jahrhundert ein ganz Rothenburgischer Weiler, innerhalb der Landheeg, eine Stunde von Rothenburg gegen Leutershausen entfernt. Er hatte 4 Gemeinderechte, war nach Neusitz eingepfarrt, gab den Zehnten in das Rothenburgische Frauenkloster und war ein Burggut, zu dem ein See gehörte. Von 1479 bis 1661 besaßen ihn die Deffner, 1661 bis 1669 kam er an das Rothenburgische Steueramt und von diesem kaufte ihn der Doktor Weinlein. Weiter kam er durch Kauf an den Doktor Scheider und von diesem an den Rothenburgischen Bürgermeister von Senbothen, der ihn am 22. April 1726 zu einem männlichen Fideikommiss für die Senbothische Familie gemacht hat. Der Ort hatte acht Dienste und stellte zwei Wägen.
Die Motte gehörte den seit 1262 in der historischen Überlieferung erscheinenden Lösch von Erlbach. 1356 verkauften diese sie an den Rothenburger Bürger Hans Rohenhard. Nach diesem besaßen es von 1479 bis 1661 die Rothenburger Patrizierfamilie der Öffner. 1661 kaufte das Rothenburger Steueramt das Schlösschen und veräußerte es 1669 in bürgerliche Hände weiter. 1726 wurde es durch den Rothenburger Bürgermeister Seyboth zu einem Fideikommiss seiner Familie gemacht. Der Wohnturm wurde erst 1845 abgetragen